# Partido Mundial dos Trabalhadores
O Partido Mundial dos Trabalhadores (em inglês:  Workers World Party (WWP)) é um partido político marxista-leninista revolucionário nos Estados Unidos fundado em 1959 por um grupo liderado por Sam Marcy, do Partido Socialista dos Trabalhadores (SWP). Marcy e seus seguidores se separaram do SWP em 1958 por uma série de diferenças de longa data, entre elas o apoio ao Partido Progressista de Henry A. Wallace em 1948, a visão positiva que eles tinham da Revolução Chinesa liderada por Mao Zedong e seus defesa da intervenção soviética de 1956 na Hungria, à qual o SWP se opôs.
A WWP se descreve como um partido que desde a sua fundação "apoiou as lutas de todos os povos oprimidos". Reconheceu o direito das nações à autodeterminação, incluindo os povos nacionalmente oprimidos dentro dos Estados Unidos. Apoia a ação afirmativa necessária à luta pela igualdade e se opõe a todas as formas de racismo e intolerância religiosa. A WWP e sua afiliada Youth Against War and Fascism (YAWF) foram destacadas por sua defesa consistente dos Panteras Negras, do Weather Underground, dos Veteranos do Vietnã Contra a Guerra e do Movimento da Independência de Porto Rico. A WWP também foi uma das primeiras defensoras dos direitos dos gays e permanece especialmente ativa nessa área. A WWP publica o Workers World desde 1959. O jornal é semanal desde 1974.

## História
A WWP teve origem na Tendência Global de Guerra de Classes, liderada por Sam Marcy e Vincent Copeland, dentro do SWP. Esse grupo se cristalizou durante a eleição presidencial de 1948, quando instou o SWP a apoiar a campanha do Partido Progressista de Henry Wallace, em vez de apresentar seus próprios candidatos. Durante a década de 1950, a Tendência Global da Guerra de Classes expressou posições contrárias à política oficial do SWP, categorizando a Guerra da Coreia como um conflito de classe, e não imperialista; apoio da República Popular da China como um estado operário, se não necessariamente apoiando a liderança de Mao Zedong; e apoiando a supressão da Revolução Húngara pela União Soviética em 1956.
A tendência global da guerra de classes deixou o SWP no início de 1959. Embora mais tarde abandonassem o trotskismo,[carece de fontes?]em sua edição do Dia Internacional dos Trabalhadores (nº 3) de seu novo periódico, o grupo proclamou: "Nós somos os trotskistas. Estamos 100% com todas as posições de princípio de Leon Trotsky, o comunista mais revolucionário desde Lenin". O grupo nascente parece ter se organizado como o Partido Mundial dos Trabalhadores em fevereiro de 1960. No início, a WWP estava concentrada entre a classe trabalhadora em Buffalo, Youngstown, Seattle e Nova York. Uma organização juvenil, primeiramente conhecida como Comitê Anti-Fascista da Juventude e mais tarde como Juventude Contra a Guerra e o Fascismo (em inglês: Youth Against War and Fascism (YAWF)), foi criada em abril de 1962.
Desde o início, o WWP e o YAWF concentraram suas energias em manifestações de rua. As primeiras campanhas se concentraram no apoio a Patrice Lumumba, oposição ao Comitê de Atividades Não-Americanas da Câmara e contra a discriminação racial na habitação. Eles conduziram o primeiro protesto contra o envolvimento americano no Vietnã em 2 de agosto de 1962. Depois de organizar manifestações em Fort Sill, Oklahoma, em apoio a um soldado sendo julgado por possuir literatura anti-guerra, eles fundaram a União dos Militares Americanos, que pretendia ser uma organização em massa de soldados americanos. No entanto, o grupo foi completamente dominado pela WWP e YAWF.
Nos finais das décadas de 1960 e 1970, o partido se lançou em protestos por várias outras causas, incluindo "defesa dos heróicos levantes negros em Watts, Newark, Detroit, Harlem" e libertação das mulheres. Durante o tumulto na Prisão de Attica, os manifestantes solicitaram que o membro da YAWF, Tom Soto, apresentasse suas queixas por eles. A WWP foi mais bem-sucedida na organização de manifestações em apoio à desagregação de "ônibus" nas escolas de Boston em 1975. Quase 30.000 pessoas participaram da Marcha contra o Racismo de Boston, que haviam organizado. Durante a década de 1970, eles também tentaram começar a trabalhar dentro do trabalho organizado, mas aparentemente não tiveram muito sucesso.
Em 1980, a WWP começou a participar da política eleitoral, nomeando um ingresso presidencial e também candidatos a cadeiras do Senado de Nova York, congressos e legislaturas estaduais. Na Califórnia, eles dirigiram seu candidato Deirdre Griswold nas primárias para a indicação do Partido da Paz e Liberdade. Eles chegaram em último com 1.232 votos dos 9.092. Em 1984, a WWP apoiou a candidatura de Jesse Jackson pela indicação democrata, mas quando ele perdeu nas primárias, eles nomearam seu próprio ingresso presidencial, juntamente com um punhado de candidatos ao congresso e ao legislativo.

## Atividades e estrutura organizacional

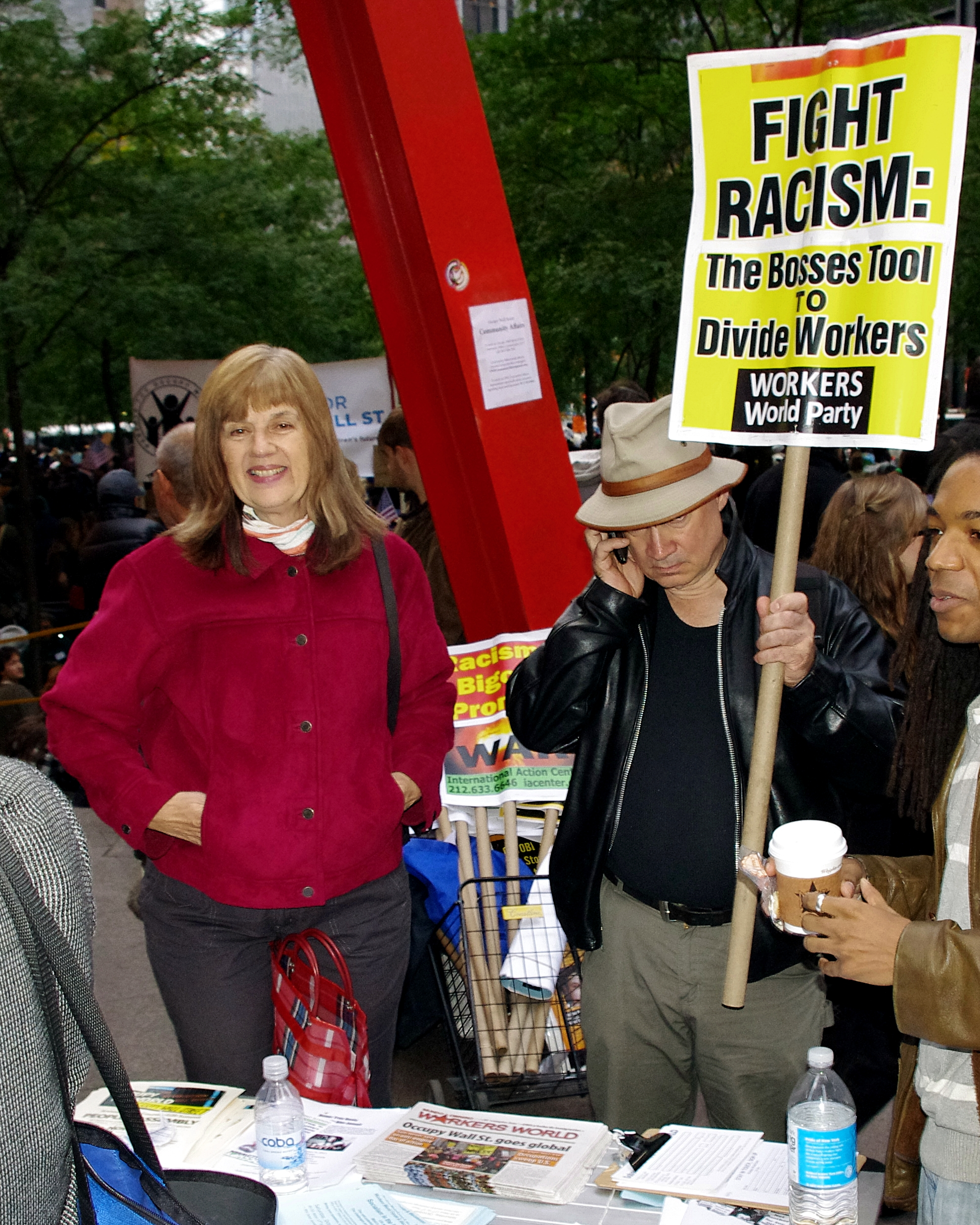
Membros do estande de informações da WWP em Occupy Wall Street, outubro de 2011

A WWP organizou, dirigiu ou participou de muitas organizações da coalizão por várias causas, normalmente de natureza anti-imperialista. O International Action Center, que conta com muitos membros da WWP como ativistas de liderança, fundou a coalizão Act Now to Stop War and End Racism (ANSWER) logo após os ataques de 11 de setembro de 2001 e administrou o All People's Congress (APC) e o International Action Center (IAC) por muitos anos. A APC e a IAC, em particular, compartilham um alto grau de sobreposição em seus membros com o quadro da WWP. Em 2004, um grupo de jovens próximo à WWP chamado Fight Imperialism Stand Together (FIST) foi fundado.[carece de fontes?]
A WWP participa de campanhas eleitorais desde as eleições de 1980, embora sua eficácia nessa área seja limitada, pois não foi capaz de chegar às cédulas de muitos estados. A festa também realizou algumas campanhas para outros escritórios. Uma das mais bem-sucedidas foi em 1990, quando Susan Farquhar entrou em votação como candidata ao Senado em Michigan e recebeu 1,3% dos votos. No entanto, o melhor resultado do partido foi nas eleições de 1992 no Senado de Ohio, quando o candidato da WWP recebeu 6,7% dos votos, concorrendo contra um democrata e um republicano.

## Coreia do Norte
A WWP manteve uma posição de apoio ao governo da Coreia do Norte . Por meio de sua organização de frente da era do Vietnã, a União Americana de Militares (ASU), o partido endossou uma declaração de apoio de 1971 a esse governo. A declaração foi lida na estação de rádio internacional da Coreia do Norte, visitando o delegado da ASU, Andy Stapp. Em 1994, Sam Marcy enviou uma carta a Kim Jong-il expressando suas condolências em nome da WWP pela morte de seu pai Kim Il-sung, chamando-o de um grande líder e camarada no movimento comunista internacional.Predefinição:Fonte mlehor Seus grupos de frente mais recentes, IAC e anteriormente International A.N.S.W.E.R., também se manifestaram em apoio à Coreia do Norte.

## Controvérsias
Quando a WWP desempenhou um papel na organização de protestos contra a guerra antes da Invasão do Iraque em 2003, muitos jornais e programas de TV atacaram a WWP especificamente por apoiar o ditador iraquiano Saddam Hussein. A controvérsia se desenvolveu no final de 2018, quando membros da Guarda Vermelha confrontaram o capítulo de Austin do Partido para o Socialismo e a Libertação e o Partido Mundial dos Trabalhadores por alegações de que o grupo estava abrigando e protegendo um predador sexual dentro de seus membros.

## Divisões

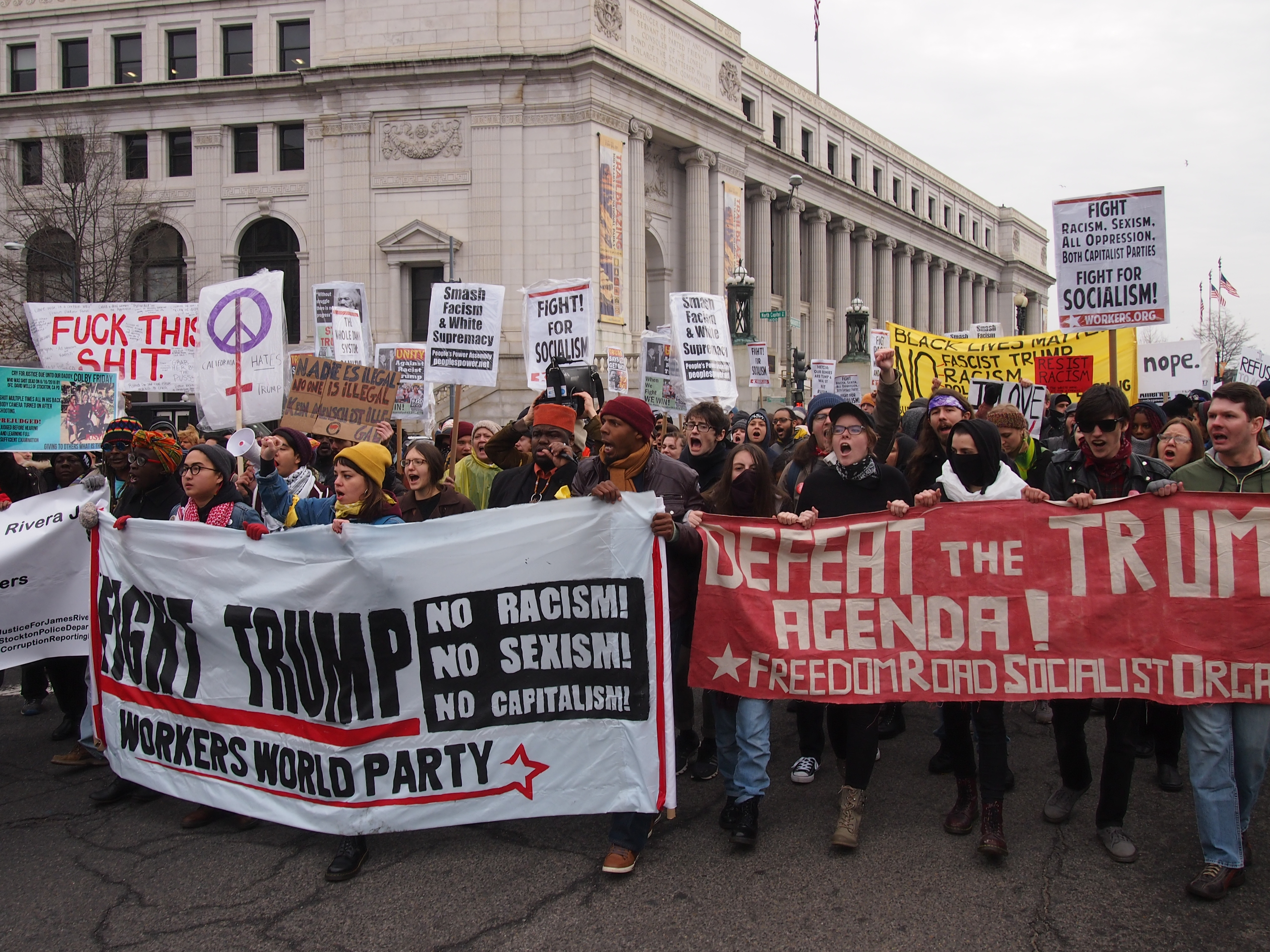
Manifestantes da WWP em janeiro de 2017

Em 1968, a WWP absorveu uma pequena facção da Liga Espartacista que havia trabalhado com ela na Coalizão por um Movimento Anti-Imperialista chamada Liga Comunista Revolucionária (Internacionalista). Este grupo deixou a WWP em 1971 como Comitê Revolucionário de Nova York. O jornal da NYRC forneceu detalhes raros sobre o funcionamento interno do grupo que posteriormente foram utilizados pelos estudiosos como fonte primária. A NYRC mais tarde reconstituiu-se como a Liga Comunista Revolucionária (Internacionalista).
Em 2004, a WWP sofreu sua divisão mais séria quando a filial de São Francisco e alguns outros membros partiram para formar o Partido para o Socialismo e a Libertação.
Em julho de 2018, a WWP experimentou outro cisma no qual um de seus ramos mais antigos, o ramo de Detroit, renunciou à organização, juntamente com vários outros ramos para formar a Liga dos Trabalhadores Comunistas.

## Presidenciáveis do partido
| Ano  | Presidente                 | Alternativo em alguns estados | Vice-presidente         | Votos                                                    | Notas                                                                 |
| ---- | -------------------------- | ----------------------------- | ----------------------- | -------------------------------------------------------- | --------------------------------------------------------------------- |
| 1980 | Deirdre Griswold           |                               | Gavrielle Holmes        | 13.213                                                   |                                                                       |
| 1984 | Larry Holmes               | Gavrielle Holmes              | Gloria La Riva          | 17.983                                                   | Larry e Gavrielle, respectivamente, receberam 15.327 e 2.656 votos    |
| 1988 | Larry Holmes               |                               | Gloria La Riva          | 7.846                                                    |                                                                       |
| 1992 | Gloria La Riva             | Larry Holmes                  | 181                     |                                                          |                                                                       |
| 1996 | Monica Moorehead           | Gloria La Riva                | 29.083                  |                                                          |                                                                       |
| 2000 | Monica Moorehead           | Gloria La Riva                | 4.795                   |                                                          |                                                                       |
| 2004 | John Parker                | Teresa Gutierrez              | 1.646                   | Inclui 265 votos na linha Liberty Union Party em Vermont |                                                                       |
| 2008 | Endossada Cynthia McKinney |                               | Endossada Rosa Clemente | 161.797                                                  | Nenhum candidato próprio; endossou o Partido Verde dos Estados Unidos |
| 2012 | -                          |                               | -                       | -                                                        | Nenhum candidato                                                      |
| 2016 | Monica Moorehead           | Lamont Lilly                  | 4.173                   |                                                          |                                                                       |

## Membros notáveis
- Vince Copeland, ator
- Leslie Feinberg, autor
- Sara Solha, ativista
- Sam Marcy, autor